# Aliene Ma'riage
Aliene Ma'riage（アリエネ マ・リアージュ）は、かつてKEY PARTYに所属していたヴィジュアル系インディーズロックバンド。
1998年から2001年にかけて活動した。

## 解説
衣装を纏った外見とは裏腹に、悲鳴に限りなく近いシャウトを頻発するヴォーカルや、ハードロックに影響を受けたメロディアス且つ激しいギタープレイで、独特なゴシックサウンドを作り上げた。古のヨーロッパを舞台にした物語と、狂華（voice）の精神世界を吐露した猟奇的な世界を描いた歌詞は、メジャー流通のCDでは掲載できない事もあった。過激なライブパフォーマンスに乗せられて熱くなったファンがステージに登ってしまう事もあった。2000年後半辺りから機材を一新し、現代的な世界観に寄り、それまでにもあったハードコア的な要素をより強調した音作りをするようになる。
ドラムに正式メンバーは居らず、サポートにはSPEED-iDのJ.P.HAL.Jが就いた。
狂華の説明によれば、バンド名の「Aliene Ma'riage」は、訳すれば「狂人の花嫁」となるが、「Aliene」には「アリエネーション」の他に「エイリアン」の意が含まれており、「Ma'riage」は「花嫁」ではなく、ダッシュを記号に変えて、十字架に縛られた「Ma'ria」を意味している。「Aliene Ma'riage」の真の意味は「狂人の花嫁＝人では無い、Ma'ria」。そして「人では無い、Ma'ria」は「人になる事を望んだMa'ria」なのだ、という。

## メンバー
- voice 狂華(キョウカ)  誕生日8月17日 血液型B 広島県出身 兵庫県育ち
華美な衣装を纏った外見とは裏腹に、悲鳴に限りなく近いシャウトを頻発する。精神世界を吐露した猟奇的な世界を描いた歌詞が特長。その後はLa'MuleとYOU-YAとDAS:VASSERと秀暁達とPink-Tribalというバンドを結成した。Insanity Injectionというバンドで活動していた。
2021年3月27日池袋EDGEのライブにて引退した。
- Guitars MAST(マスト) 誕生日11月8日 血液型A 出身地 兵庫県
ハードロックに影響を受けたメロディアス且つ激しいギタープレイが特長。解散後はいくつかのバンドを得てVABELと言うバンドを結成。後にRayとDead Childrenを結成し活動したが､2016年6月29日に解散。現在はMOBと言うバンドで活動中。
- BASS Ray(レイ)誕生日4月20日 血液型 O 出身地 兵庫県
バンドのリーダーで激しいベースプレイが特長。コーラスも務めていた。解散後はvinettを結成するが、2004年に脱退。後にネガを結成。途中、MASTが過去に活動したMILのサポートも務めた。MASTと共にDead Childrenを結成し活動していた。
- サポートDr J.P.HAL.J

## バンドの活動

### 1998年
1998年3月、関西のローカルバンドautismを前身として結成された。同年5月よりシークレットのライブ活動を始め、6月27日に新宿LOFTでファーストライブを行う。8月には初の音源『傀儡人形』を発売。その後も、東京近郊のライブイベントに継続的な出演をし、翌年1999年1月、池袋CYBERにて「古の愛物語（ストーリー）」と題したワンマン公演を3ヶ月続けて行う。

### 1999年
その頃、狂華とRayの音楽的な対立から、両者共に非常に険悪な状態になっており、当初1月に発売予定のアルバムも、製作を前年10月に開始しながら未だ完成を見ていなかった。だが、ワンマン公演の間に発売された所属事務所のオムニバスアルバムに、パイロット版として収録した「SUICIDE」で手応えを掴んだバンドは、音楽性をより激しく、よりダークネスな方向へと絞り、SHOXX主催イベント「SHOCK WAVE 春の陣」の出演の後、5月にファーストアルバム『Les Soirée 夜の舞踏会/洗礼の章～生誕篇』を発表した。同月30日、渋谷公会堂で行われたKEY PARTY主催のイベント「HOLD YOUR KEY ～鍵を握れ！」に出演し、時計盤を摸したアルバムの視覚的なインパクトも手伝って、全国的にその名が知れ渡る事となる。
続くアルバム『Les Soirée 夜の舞踏会/断罪の章～神罰篇』の発売に併せ、7月から全国でインストアイベントを実施。同時に「HOLD YOUR KEY TOUR '99」の東名阪公演、「SHOCK WAVE 夏の陣」にも出演するなど精力的に活動を続け、10月22日、渋谷ON AIR WESTにてワンマン「夜の舞踏会～Les Soirée」を敢行する。そして12月には、写真集『Les Soirée～完結篇』を発売し、同月26日に開催された渋谷ON AIR EASTでのワンマン「夜の舞踏会～Les Soirée（異形の晩餐）」を以て、「Les Soirée」を冠した「第一部」を完結させた。

### 2000年
2000年1月発売のKEY PARTYのオムニバスに1曲参加した後、4月から初のワンマンツアー「洗礼の章」をスタートする。札幌、福岡を含む全国を廻り、4月28日発売のビデオ『舞踏会の絵』購入者に向けたインストアイベントも併せて実施するが、このツアーはメンバーにとって決して納得できるものではなかったようだ。
ツアーから帰ったバンドは夏に発売されるシングルのレコーディングを始めた。それまでは、レコーディングの度にメンバー間で必ずと言っていい程揉めていたが、狂華は「ある曲」を収録することを条件に楽曲の製作を楽器陣に完全に委ねる事を約束し、その為かレコーディング作業は限りなく順調に進んだ。レコーディングが終わると、5月に日比谷野外音楽堂で開催されたイベント「HOLD YOUR KEY 2000」のアンコールツアーに参加。8月からNoir fleurir、Missalina Reiらと全国10ヵ所を共に廻り、このツアーの中でファーストマキシシングル『Ma’ria』は発売された。
10月、渋谷ON AIR WEST 2DAYS「La Matinée～高貴なる血族祭」開催。それに伴いオフィシャルファンクラブが設立される。この公演の2日目、狂華はそれまでトレードマークだった真紅の長髪を切り捨て、色も黒く染めてファンはおろかスタッフやメンバーまでもを驚かせた。その後、「ラ・マチネ アンコールライブ」として急遽発表された目黒鹿鳴館3DAYS公演を12月初頭に行い、23日には池袋CYBERのイベントに出演するが、この日を境に表立った活動が殆ど無くなった。

### 2001年
2001年に入ると、『M’aria』の初回版に収録されていた「M」を楽曲化したというアルバムを、狂華のソロ名義で発表する。これには当時停滞していたバンドのムードを打破しようという狙いが狂華にはあったらしい。そして、それに触発されたMASTとRayもそれぞれソロアルバムを製作し、ファンクラブ限定で販売された。3月にはニューアルバム『21st century』を発売するが、その直後にバンドの解散がファンクラブ会員に向けて発表され、5月11日の目黒鹿鳴館ワンマンを以て解散。その後、数年の時を経て実現した限定復活イベントのトークショーにて明かされた突然の解散理由は、メンバー各人の自立の為との事だった。

### 2011年
解散から10年。11月赤坂BLITZにてKISAKIプロデュースによる90年代ビジュアルシーンを一世風靡したアーティスト、バンドを集めたイベント「輪‧廻‧転‧生～A RETURN of "VISUAL MONSTER"～」を開催し一日復活を果たした。

### 2012年
3月、「輪・廻・転・生-Matina VS UNDER CODE PRODUCTION-」池袋CYBERにて復活を果たし、更には3月31日と4月1日ESAKA MUSEにて2日間一日復活を果たした。

### その後
- 狂華は、Chaos systemを結成。2006年からは、元KEY PARTY所属のミュージシャンによって結成されたDeflina Ma’riage（2007年に解散）での活動も並行して始める。
- MASTは、2005年11月にMILを解散後、セッションバンドの活動が中心になりつつも新バンドの準備中。
- Rayは、vinettを経てネガを結成。途中、MILのサポートも務めた。
- 2011年11月27日、凛のベーシストKISAKIが代表を務めるUNDER CODE PRODUCTIONプロデュースの下、赤坂BLITZにて一日限りの復活ライブを行った。

## ディスコグラフィ
- 『傀儡人形』

1998年8月30日にJ.i.t SYNDICATE（KEY PARTYの内部レーベル）より発売されたデモテープ。マネキンと読む。1999年発売予定のアルバムのデモンストレーション・カセットして発売された本作は、限定3000本で販売されるはずが予約だけで8000本も来てしまい、結局5000本が追加で刷られ、インディーズのデモテープとしては異例の売り上げを見せた。8000本完売。
1. 『絶命』
2. BURST
3. 呪縛鏡
4. エンドレス
5. マネキン（LIMITED EDITION）

- 『Les Soirée 夜の舞踏会/洗礼の章～生誕篇』（日本クラウン）

1999年5月26日、何度かの延期の末にエナメルレコードより発売されたファーストアルバム。ストーリー上の時系列に沿った曲順になっているそうだ。「撲『しもべ』」はAriene Ma'riageの歴史に於いて唯一プロモーションビデオが作られた。CD自体が時計の文字盤になっていて、実際に時計として使用することも可能。このデザインは、Noir fleurirが後に初音源である『Millenium』でデジタルクロック仕様にアレンジして採用している。10000枚完売。
1. 序章『絶命』～神々の不在
2. 撲『しもべ』
3. 夜の舞踏会～ル・ソワレ
4. 精神隔離症の『』と夢遊症の『』
5. 禁・ジラレタ思考回路
6. 古の愛物語～エンドレス
7. SUICIDE～洗礼の章
8. 傀儡人形～Mannequin（BONUS TRACK）

- 『Les Soirée 夜の舞踏会/断罪の章～神罰篇』（日本クラウン）

1999年7月23日発売のアルバム。エナメルレコードより発売。『生誕篇』に新曲を3曲追加し、ほとんどの楽曲がリアレンジして再録（*）されていて、完全版的な位置付けになっている。『生誕篇』のCDを収納できる仕様になっている。10000枚完売。
1. 神罰篇～神々の審判（SE/新曲）
2. 夜の舞踏会～ル・ソワレ*
3. 罪と罰（棄てられた記憶）（新曲）
4. 禁・ジラレタ思考回路*
5. 精神隔離症の『』と霧遊症の『』
6. 撲『しもべ』
7. 『虐』～呪ワレタオルゴールノ中デXXX～（新曲）
8. 古の愛物語～エンドレス*
9. SUICIDE～洗礼の章*

- 『Les Soirée 完結篇』

1999年12月2日にシンコーミュージックより発売された写真集。ハードカバー仕様の100頁フルカラーB5サイズ。『傀儡人形』の楽曲を含む3曲を再録音したCDが付属。山中湖にある有名なスタジオで合宿レコーディングがされた。収録された3曲は全て1トラックにまとめられており、曲間はSEで繋がれている。Vicious編集。
1. （罪と罰）棄てられた記憶
2. 呪縛鏡
3. BURST

- 『異形のマリア』

1999年12月26日、渋谷オンエアーイーストの会場にて配布されたデモテープ。タイトル曲は「夜の舞踏会～ル・ソワレ」の原形で、『傀儡人形』に収録されるはずだったものを当時レコーディングされたままの状態で収録。歌詞カードは封入されていないが、同日会場で販売されたパンフレットに歌詞が記載されている。
1. 異形のマリア
2. 呪ワレタオルゴールノ中デ～

- 『舞踏会の絵』

2000年4月28日発売のヒストリービデオ。10000本完売。
- 『Ma'ria』

2000年8月26日にJ.i.t SYNDICATEから発売されたマキシシングル。『完結篇』に続き合宿でのレコーディングが行われた。初回版に収録された「M」は、海外の熱狂的ファンから手紙と一緒に送りつけられたテープに収められていたもので、その内容にショックを受けた狂華が周囲の反対を押し切ってまで収録させたという、曰く付きのトラック。2ndプレスに収録の「蝕」はKEY PARTYの企画アルバムで狂華が歌っていた楽曲のアリエネバージョン。このシングルから機材を一新している。各10000枚完売。
1. Virgin Mary
2. α ～精神異常者の脳内麻薬～
3. revive（殺意）

- 『La Matinée』

ファンクラブ会員にプレゼントされた3曲入りのシングル。3曲目に収録されている「毒の華」は、初期の頃からライブでは演奏されていた曲で、元々は次のアルバムに収録される予定だった。全曲打ち込みでリズムが構成されている。
1. La Matinée ～白昼の舞踏会
2. FEAR
3. 毒の華

- 『21st century』

2001年3月30日発売のラストアルバム。
1. 荒廃（World Wide Waste）
2. B.I.S（Balmy Illegal Society）
3. BLACK JACK AGE
4. 降臨
5. Native Devil
6. Divine the future from the stars
7. Deadly sin（七つの大罪）
8. Under the Rose leaf
9. サイバーパトロールを打ち落とせ
10. 蝶

## 代表的な楽曲
- 「SUICIDE～洗礼の章」

ライブではほぼ毎回最後に演奏される非常に激しい曲で、1998年12月21日川崎CLUB CITTA'のイベントで初めて披露された時は、出演時間の25分全てをこの1曲の演奏だけで終えた。CDでは重厚なギター・オーケストレーションや2分以上にも及ぶギターソロなどがフィーチュアされている。
- 「夜の舞踏会～ル・ソワレ」

元々は「異形のマリア」というタイトルで『傀儡人形』に収録されるはずだったが、歌詞が残虐すぎるとの事から見送られ、その後アルバムに収録される際に、タイトルと歌詞が変更された。『神罰篇』に再録された際、メインリフ自体も変更されている。王子と王女の出逢いの物語ということらしい。
- 「古の愛物語～エンドレス」

結成されて間もないころのライブで主題にされていた楽曲。狂華とRayの間でこの曲の解釈が大きく違った事がファーストアルバムの発売延期の主因となったと言われる。
- 「Vargin Mary」

初期の頃から「Ma’ria」のタイトルで演奏されていた曲で、「ル・ソワレ」を主題とした頃はセットリストから外されていたが、2000年のワンマンツアー「洗礼の章」辺りからまた演奏され始め、幾度と無くアレンジを重ねながらも2000年夏に発売されたシングルのリードトラックとして完成する。儀式の生け贄にされた盲目の少女の歌。

## ラ・マチネ
2000年10月27日からの渋谷ON AIR WEST 2DAYS公演「La Matinée～高貴なる血族祭」より、オフィシャルファンクラブ「La Matinée」発足。入会特典として、書き下ろし曲を収録したCDのプレゼントがアナウンスされていたが、キーパーティー本社及びレコーディングスタジオの移転・拡張工事の影響を受け、大幅に製作が遅れる事になる。その他、会報の隔月発行やトークイベントの開催等、会員限定のサービスが充実していたが、バンド解散に伴い一年と保たずに消滅した。
2冊だけ発行された会報は共に短冊形12頁の形態をしており、使用楽器の紹介、過去に発売された音源のレコーディングエピソード等が掲載された。その他にも、「○○の部屋」というタイトルを冠された、メンバーが自由に内容を決めて執筆した頁がそれぞれ1～2頁ずつあり、「狂華の部屋」では2号に亘り自らの飼っているペットを紹介し、「MASTの部屋」は1号で「マストの、ギターキッズのための名盤紹介」としてハードロックアルバム（MR. BIG、オジー・オズボーン）を紹介、2号では「SUICIDE」や「Vargin Mary」のギターTAB（一部）を掲載、「Rayの部屋」は仲の良いプロレスラーの試合を観戦したときのコラムや行きつけのCDショップを紹介した。

### FC限定販売品
主だったものを記載。
- 『La Matinée』 （FC入会特典CD。3曲収録）
- 『La Matinée Reel.One/Reel.Two』 （ライブビデオ。10/27.28渋谷公演収録）
- 『THE NIGHT OF LA MATINEE』 （ライブアルバム。10/28渋谷公演より11曲収録）
- 『M』 （狂華 ソロアルバム。5曲収録）
- 『MOON』 （MAST ソロアルバム。5曲収録）
- 『MASK』 （Ray ソロアルバム。5曲収録）
- 『LAST LIVE』 （ライブビデオ。5/11目黒鹿鳴館公演を収録）
- 『撲～しもべ～』 （ビデオクリップ。1曲収録）
- 『Alienation BOX』（VHS5本、前身バンドの未発表音源、各種グッズを収めたボックスセット）

## 特筆事項
- 同じ事務所に所属していたNoir fleurirとは非常に仲が良く、レコーディングやライブにMASTが参加するなど、積極的な交流がされた。また、Noir fleurirのアルバム『FOR 10 YEARS AFTER』には、両バンドで共同製作された楽曲が1曲収録されている。
- MASTとRayは幼稚園からの幼馴染。小、中学生時代も理科部、バレーボール部（幽霊部員）と共に過ごす。ファンやKEY PARTYの同胞からは「ピーちゃん」「レイチェル」という愛称で呼ばれた。
- Eliphas LeviのギタリストShuriは狂華の実兄で、長いこと生き別れになっていたが、アリエネがKEY PARTYに所属したのをきっかけに再会。両バンド解散後にはCupidと言うバンドを結成するが、短期間でその活動を終えている（音源等のリリースは無い）。
- MASTには通称「ブリザード」と言う、シグネイチャーモデルのギター（フェルナンデス）がある。当時は使用されることも少なく、アリエネ マ・リアージュ解散後はスタッフに預けられていたが、2006年に新バンドを始めるにあたり、封印を解いた。セッションバンド「Native Devil」のライブから使われている。
- 狂華のソロアルバムに収録されていた「埋葬蟲」の歌詞を再編集したものが、狂華が2006年に当時の盟友と結成したDeflina Ma’riageの2nd CDに収録された新曲「埋葬蟲」で使われている。